# Сархенто-Кабраль (департамент)
Департамент Сархенто-Кабраль  (исп. Departamento de Sargento Cabral) — департамент в Аргентине в составе провинции Чако.
Территория — 1651 км². Население — 15889 человек. Плотность населения — 9,60 чел./км².
Административный центр — Колония-Элиса.

## География
Департамент расположен на северо-востоке провинции Чако.
Департамент граничит:
- на севере — с департаментом Либертадор-Хенераль-Сан-Мартин
- на востоке — с департаментом Примеро-де-Майо
- на юге — с департаментом Хенераль-Донован
- на юго-западе — с департаментом Пресиденсия-де-ла-Пласа
- на западе — с департаментом Вейнтисинко-де-Майо

## Административное деление
Департамент включает 4 муниципалитета:
- Колония-Элиса
- Капитан-Солари
- Колониас-Унидас
- Лас-Гарситас

## Важнейшие населенные пункты[3]
| № | Населённый пункт | Населённый пункт (исп.) | Категория | Население чел. (2010) | На карте                        |
| - | ---------------- | ----------------------- | --------- | --------------------- | ------------------------------- |
| 1 | Лас-Гарситас     | Las Garcitas            | город     | 3711                  | 26°37′04″ ю. ш. 59°48′01″ з. д. |
| 2 | Колония-Элиса    | Colonia Elisa           | город     | 3471                  | 26°55′49″ ю. ш. 59°31′11″ з. д. |
| 3 | Колониас-Унидас  | Colonias Unidas         | город     | 3282                  | 26°41′56″ ю. ш. 59°37′47″ з. д. |
| 4 | Капитан-Солари   | Capitán Solari          | поселок   | 1888                  | 26°48′11″ ю. ш. 59°33′28″ з. д. |
| 5 | Инхеньеро-Барбет | Ingeniero Barbet        | поселок   | 277                   | 27°00′10″ ю. ш. 59°29′00″ з. д. |